# Marksbury
Marksbury är en ort och civil parish i Storbritannien.   Den ligger i kommunen Bath and North East Somerset och riksdelen England, i den södra delen av landet, 160 km väster om huvudstaden London. Marksbury ligger 118 meter över havet och antalet invånare är 397.
Terrängen runt Marksbury är huvudsakligen platt, men åt nordost är den kuperad. Runt Marksbury är det tätbefolkat, med 493 invånare per kvadratkilometer. Närmaste större samhälle är Bristol, 13,3 km nordväst om Marksbury. Trakten runt Marksbury består i huvudsak av gräsmarker.